# Stijn Devolder
Stijn Devolder (født 29. august 1979 i Kortrijk, Vestflandern) er en belgisk tidligere professionel landevejsrytter.
Stijn Devolder har tidligere kørt fire år på det amerikanske hold Discovery Channel. Han vandt klassikeren Flandern Rundt i 2008 og 2009.